# Palazzo Becchi-Magnani
Palazzo Becchi-Magnani è un edificio residenziale di Reggio Emilia costruito nella seconda metà del XVI secolo dai conti Becchi come sede di rappresentanza della famiglia.
La superficie dell'intero complesso è di circa 3.000 metri quadrati ed è formato dal palazzo nobiliare che costituisce il fabbricato principale ed è oggi destinato alle attività espositive e culturali della Fondazione Palazzo Magnani, e dal corpo delle scuderie che affaccia sul lato est in via Vicedomini, con una suggestiva facciata sulla corte principale.

## Storia
L'edificio viene eretto lungo corso della Ghiara (oggi corso Garibaldi) che diventa, dopo la deviazione del torrente Crostolo nel XVI sec., il cuore delle attività economiche più interessanti della città e viene per questo scelto dalle più importanti famiglie cittadine come luogo di residenza: ne risulta un forte interesse urbanistico per questa zona che scaturisce nell'allineamento prospettico delle facciate dei nuovi palazzi nel tessuto viario.
Le prime notizie sull'origine del palazzo risalgono al 1608, ma la presenza sull'angolo della facciata dell'erma marmorea decorativa -datata 1576- fornisce elementi utili per una datazione precedente. 
Della costruzione originaria della metà del XVI secolo rimane oggi soltanto la decorazione angolare e l'impianto planimetrico che ruota intorno alla corte centrale.
Il palazzo, infatti, ha subito diversi interventi a causa dei numerosi passaggi di proprietà: 
dopo i conti Becchi il possesso passa alla famiglia Dionigi che ne amplia l'estensione fino all'odierno numero civico 31 di corso Garibaldi cedendolo poi agli inizi del Settecento ai Chioffi, famiglia originaria di Castelnovo di Sotto, che nel 1841 promuovono importanti lavori di restauro. In questo contesto si assiste ad un rifacimento completo dell'edificio in stile neoclassico, visibile soprattutto nelle facciate interne ed esterne e nello scalone centrale mentre le decorazioni interne e gli affreschi dei soffitti delle stanze al primo piano sono databili al tardo Ottocento.
La famiglia Chioffi è costretta a vendere l'immobile nel 1870 per pagare alcuni creditori. 
Da quel momento i passaggi di proprietà sono piuttosto ravvicinati: ad acquistare il palazzo dai Chioffi è la Cassa di Risparmio di Reggio Emilia che, a distanza di sette anni vende nuovamente l'immobile a Giuseppina Forlaj in Ottavi, la quale poi lo affida per successione a Prospero Ottavi e Vittoria Masseur.
Nel 1917 l'immobile è acquistato da Giuseppe Magnani che alla sua morte trasferisce la proprietà al figlio Luigi, collezionista d'arte, musicologo e uomo di cultura. 
Nel 1984 palazzo Magnani ospita, per volontà di Luigi Magnani, una prestigiosa mostra che presenta i capolavori che il raffinato studioso ha collezionato lungo il corso della sua vita al grande pubblico e che di fatto anticipa quella che sarebbe divenuta la destinazione futura della residenza cittadina di famiglia.
Alla morte del professor Magnani, avvenuta solo un mese dopo la chiusura della mostra, il palazzo viene acquistato dalla Provincia di Reggio Emilia, sottoposto ad un'accurata operazione di restauro e di adeguamento funzionale, e adibito com'era nelle volontà del suo ultimo proprietario a sede espositiva.
A Luglio 2019 sono iniziati i lavori di restauro conservativo della facciata esterna.

## Architettura
La facciata di palazzo Magnani è di impostazione neoclassica e propone al piano rialzato 
una sequenza di bugnato con due ordini di finestre separati dal grande portone centrale a cui corrisponde, al piano nobile, un balcone in pietra impreziosito da bassorilievi che ben si inserisce nell'imponente cornicione.
La decorazione è inoltre affidata alla presenza, sul margine angolare destro della facciata, dell'erma marmorea del Giano bifronte, soggetto scelto dalla famiglia come figura protettrice e custode della casata, che soddisfa quella ricercata armonia tra i palazzi nell'allineamento prospettico.

## Giano

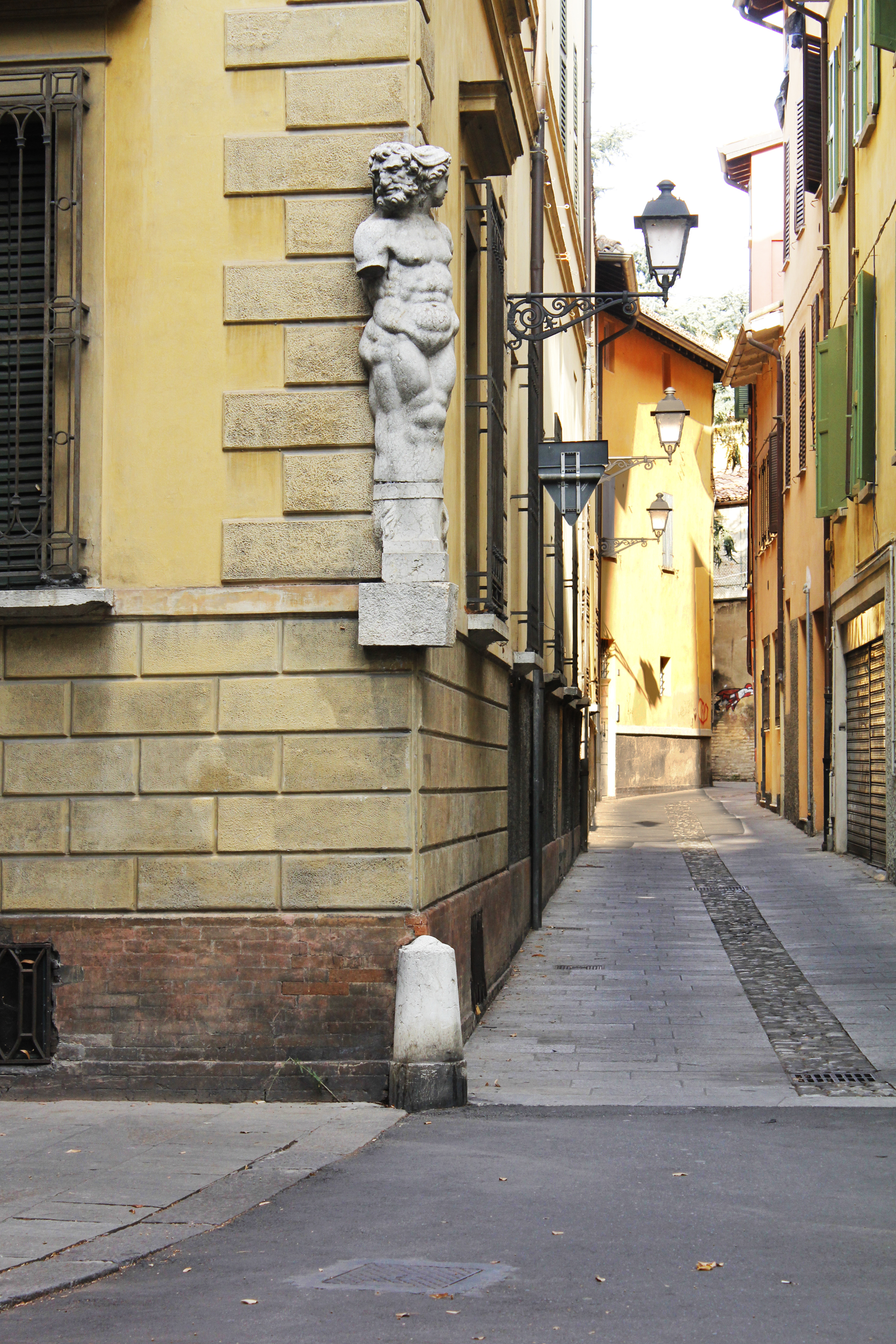
La scultura del Giano bifronte.

La scultura, datata 1576, è attribuita a Prospero Sogari detto il Clemente (autore anche della facciata incompiuta del Duomo di Reggio Emilia), insigne interprete del manierismo emiliano nonché amico intimo della famiglia Becchi. La statua rappresenta il Giano bifronte, divinità di origine romana spesso rappresentata in corrispondenza di passaggi e ponti per custodire con le sue due facce, le due direzioni opposte, l'entrata e l'uscita.
Qui la faccia giovane, è rivolta in direzione di via Vicedomini e mostra i tratti idealizzati delle sculture classiche dalla bellezza acerba, mentre il volto “vecchio” è incorniciato da una folta barba, volge lo sguardo profondo e incavato in direzione opposta verso Corso Garibaldi. Nell'anello sottostante al corpo è incisa la data MDLXXVI (1576) e sul basamento è riportato il motto latino AETERNUM SERVABO che attesta il valore simbolico del soggetto ritratto.

## La Sede Espositiva
Nel 1997 il palazzo, di proprietà della Provincia di Reggio Emilia dal 1987, dopo una serie di restauri che hanno adeguato la struttura alla sua nuova funzione, è diventata sede di importanti attività espositive mirate ad accrescere il patrimonio culturale della comunità reggiana con mostre di fotografia e di arte moderne e contemporanea di grande valore intellettuale. Tra gli eventi espositivi più significativi si ricordano, a titolo di esempio, la mostra dei dipinti di Antonio Ligabue, la mostra di scultura di Arnaldo Pomodoro, la mostra sulla figura della Contessa Matilde di Canossa, che hanno registrato un grande successo di visitatori e privilegiando tematiche volte a valorizzare il territorio.

## La Fondazione Palazzo Magnani
Nel 2010, per garantire una strategia ed una organizzazione d'impresa in grado di offrire maggiore flessibilità ed operatività, si decide di passare dalla gestione diretta di un unico ente pubblico alla costituzione di una Fondazione di partecipazione pubblico-privata, che ha come scopo principale quello di allargare la partecipazione, appunto, coinvolgendo altri enti pubblici e singoli privati nel progetto di valorizzazione e promozione dell'arte e divenendo, con atto costitutivo datato 11 novembre 2010. La Fondazione persegue l'obiettivo di promuovere e diffondere le arti visive e la cultura sul territorio e nel mondo attraverso un comitato scientifico di grande spessore culturale e un consiglio di amministrazione.